# باول كرولي (لاعب هوكي الجليد)
باول كرولي هو لاعب هوكي الجليد كندي، ولد في 26 ديسمبر 1955 في مونتريال في كندا.

## وصلات خارجية
- باول كرولي على موقع دوري الهوكي الوطني (الإنجليزية)
- باول كرولي على موقع EliteProspects.com (الإنجليزية)
- باول كرولي على موقع HockeyDB.com (الإنجليزية)
- باول كرولي على موقع Hockey-Reference.com (الإنجليزية)